# Oslebshauser Heerstraße

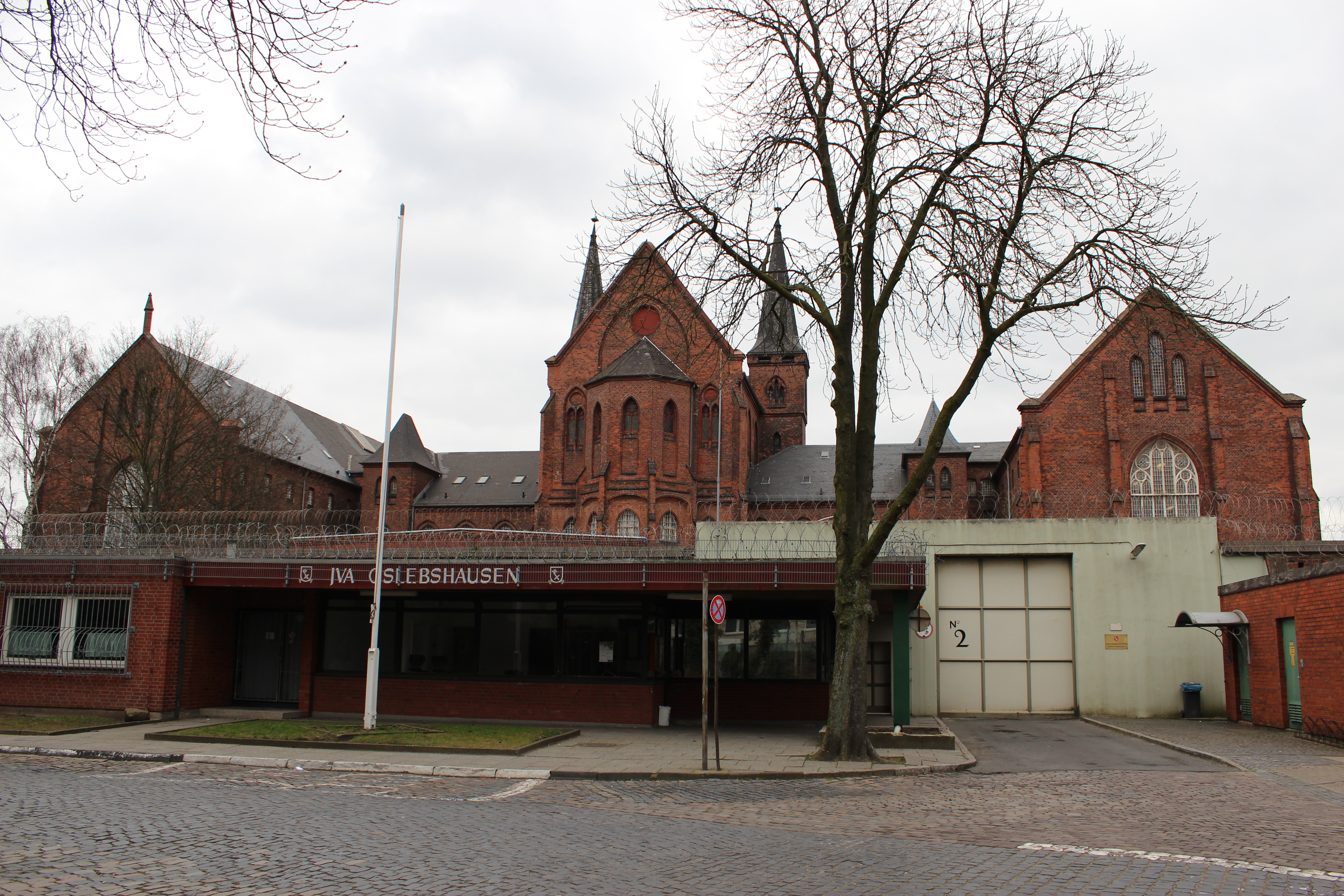
Justizvollzugsanstalt Oslebshausen (JVA)

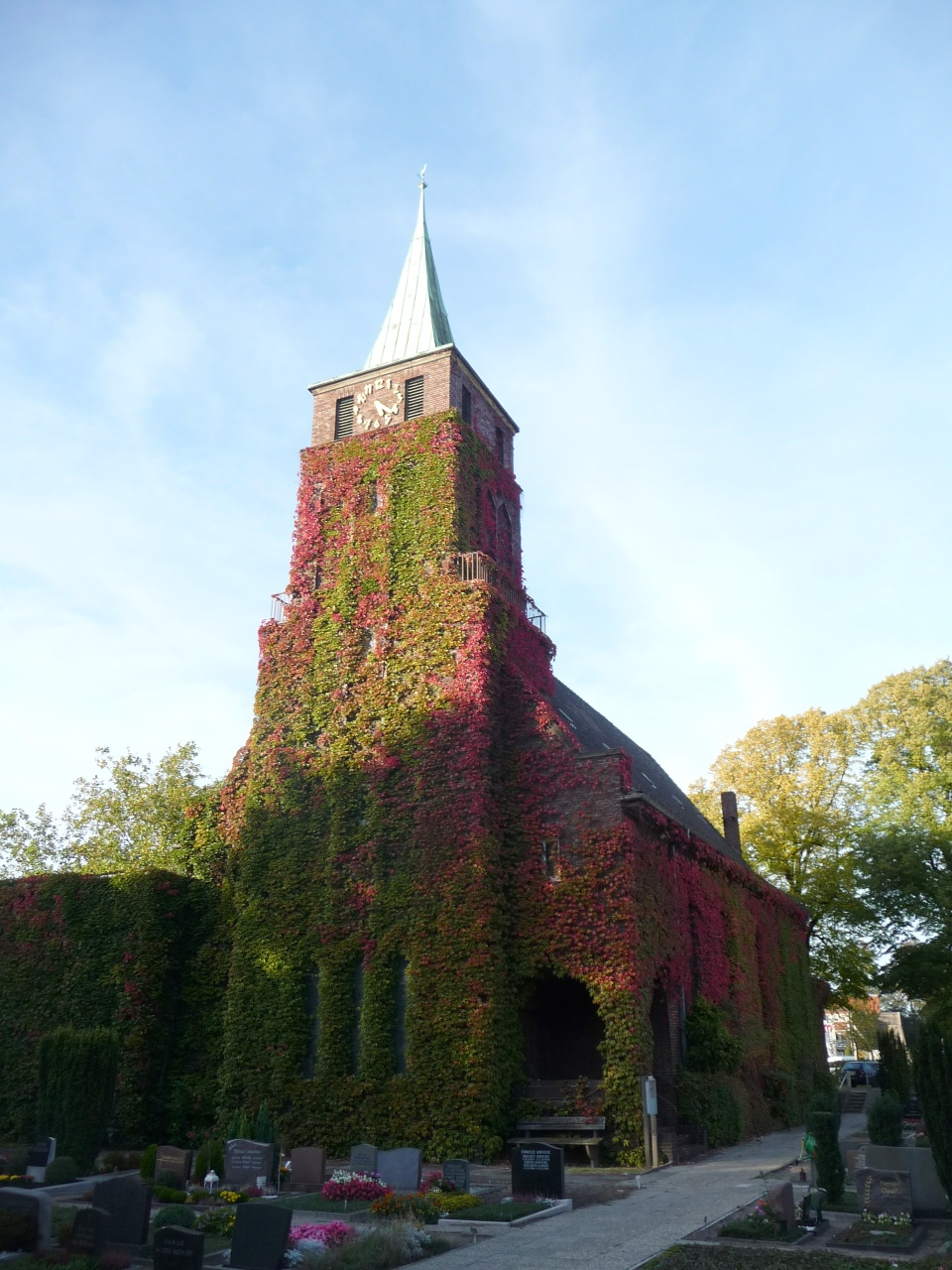
Nikolaikirche Oslebshausen

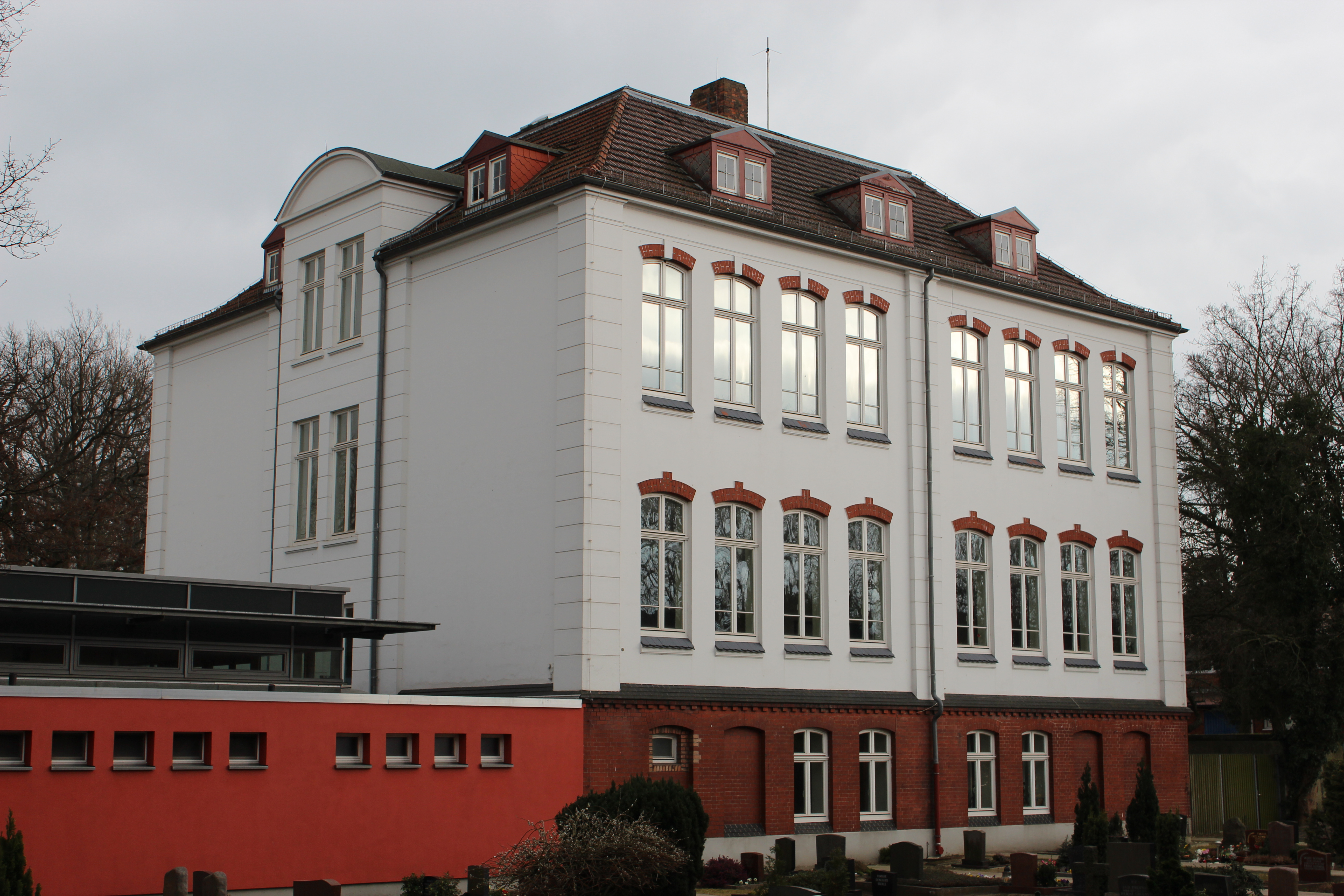
Schule an der Oslebshauser Heerstraße

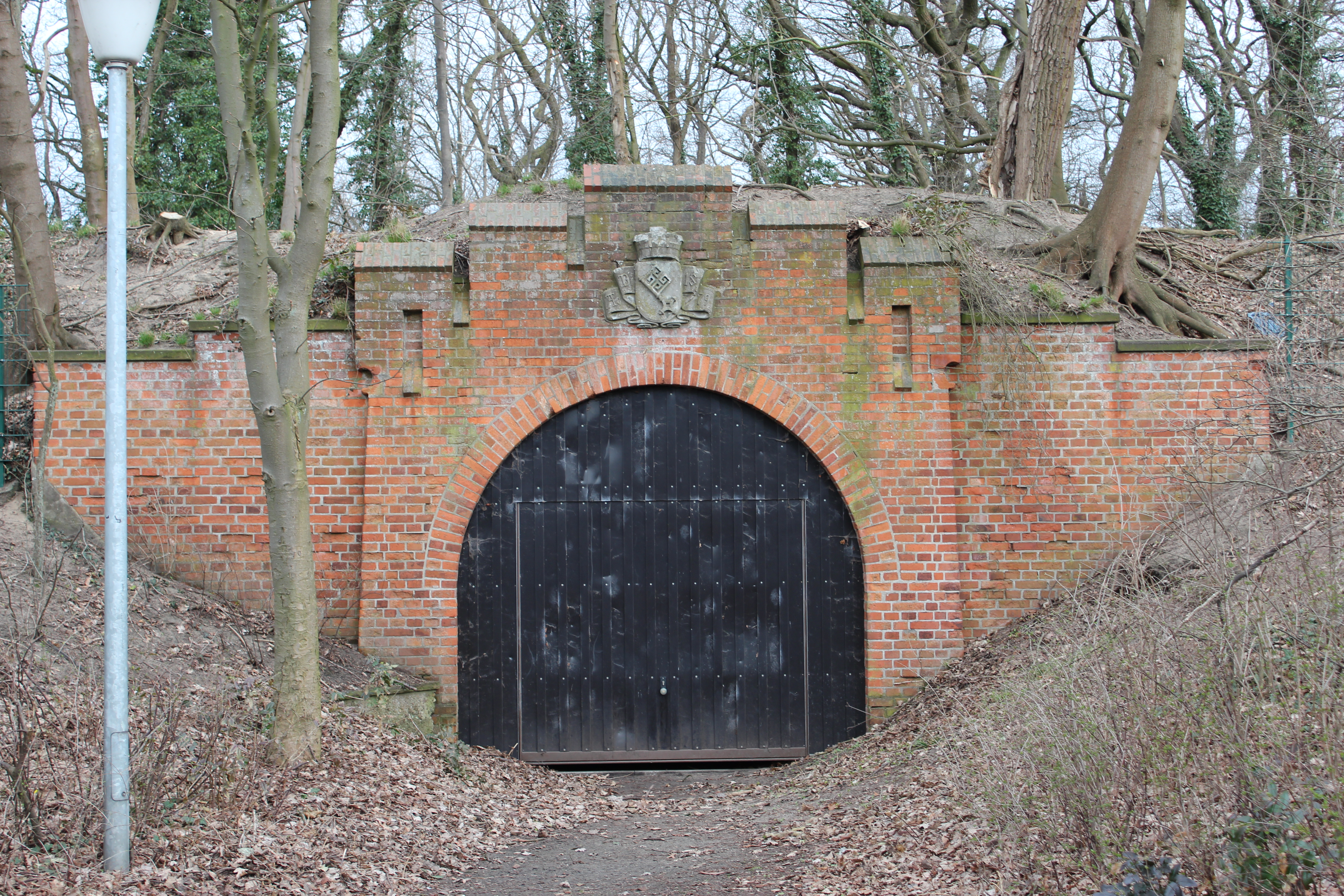
Pulvermagazin Bremen, An der Fuchtelkuhle

Die Oslebshauser Heerstraße ist eine zentrale Durchgangs- und Erschließungsstraße in Bremen, Stadtteil Gröpelingen, Ortsteil Oslebshausen. Sie führt in Ost-West-Richtung von der Gröpelinger Heerstraße zur Grambker Heerstraße und zum Stadtteil Burglesum.
Die Querstraßen und Anschlussstraßen wurden benannt u. a. als Gröpelinger Heerstraße nach dem Stadtteil, Offenwarder Straße nach dem Unterweserort, Togostraße 1924 nach der Ex-Kolonie, Kamerunstraße 1924 nach der Ex-Kolonie, Am Fuchsberg nach einer Flur (ndt.) Voßbarg, Am Nonnenberg nach dem Bürgermeister Simon Hermann Nonnen (1777–1847), Am Oslebshauser Park, Im Weinberge (unklar), Ritterhuder Heerstraße nach der Gemeinde, zu der sie führt, Oslebshauser Landstraße nach dem Ortsteil, Drosselstraße nach dem Vogel, Auf den Heuen nach einer Flur als Wiese zur Heugewinnung, Dohlenstraße und Amselstraße 1928 nach den Vögeln, An der Fuchtelkuhle nach einer (ndt.) vuchte= feuchten Kuhle am Geestrand, Pulverberg nach dem Pulvermagazin Bremen von 1879, Riedemannstraße nach dem Pionier der Tankschifffahrt Wilhelm Anton Riedemann (1832–1920), Von-Ossietzky-Straße nach dem Journalist, Schriftsteller und Pazifisten sowie den Friedensnobelpreisträger Carl von Ossietzky (1889–1938), Bundesautobahn 281 und Grambker Heerstraße nach dem Ort; ansonsten siehe beim Link zu den Straßen.

## Geschichte

### Name
Die Oslebshauser Heerstraße wurde 1921 nach dem Dorf und dem späteren Ortsteil Oslebshausen (Plattdeutsch Osleveshusen; 1218), Oslingshusen (1370), Ochselshausen (1580), Osshusen (1650) benannt. In Bremen und Umzu wurden viele Heerstraßen nach 1800 gebaut oder Chausseen als Heerstraßen benannt (siehe Bremer Straßen).

### Entwicklung
Um 300 bis 200 v. Chr. erfolgte die Besiedlung durch die germanischen Chauken. Grabungsfunde von 1992 in Grambke (Oslebshauser Heerstraße/Autobahn A 281) belegen Grubenhäuser und Webhäuser aus der Sachsenzeit um 500.
Oslebshausen war ein kleines Dorf mit 199 Einwohnern um 1812, das nach dem Bau der benachbarten Häfen und Industriebetriebe sich gänzlich veränderte. Die Wegeverbindung von dem Dorf Gröpelingen nach Burg bestand bereits im Mittelalter. In der Bremer Franzosenzeit wurde der Weg zu einer Militärstraße für die Truppenbewegungen der napoleonischen Grande Armée in der Nord-Süd-Richtung ausgebaut.
Die Straf- und Justizvollzugsanstalt Oslebshausen (JVA) mit ihrer Anstaltskirche wurde von 1871 bis 1874 errichtet. Die Gemeindeschule an der Oslebshauser Heerstraße entstand 1907. Die Nikolaikirche Oslebshausen wurde 1929/30 gebaut. 2007 hatte Oslebshausen 8585 Einwohner.
Nach dem Zweiten Weltkrieg fand eine intensive Wohnbebauung in dem vom Krieg stark betroffenen Ortsteil statt.
Ursprünglich führte die Oslebshauser Heerstraße den Heerstraßenzug von der Gröpelinger Heerstraße bis zu den Straßen Auf den Heuen / Dohlenstraße fort, wo die Grambker Heerstraße begann. Aufgrund der Verordnung über die Neuordnung der stadtbremischen Verwaltungsbezirke vom 23. Februar 1951 wurde die Stadtteilgrenze Gröpelingen/Burglesum nordwestwärts zur Brücke der Hafeneisenbahn verlagert und das betroffenen Teilstück der Grambker Heerstraße der Oslebshauser Heerstraße zugeordnet.

### Verkehr
Die Straße kreuzt die Autobahn A 281, die im Teilabschnitt von der A 27 bis Industriehafen seit 1995 in Betrieb ist.
Die massive Bebauung machte es erforderlich, dass 1901/03 die Straßenbahnlinie 8 von Gröpelingen (Lindenhofstr.) über die Oslebshauser Heerstraße bis nach Burg (Lesumbrücke) eingeführt wurde. Mit kriegsbedingtem Ausfall von um 1943 bis 1947 fuhr die Linie bis 1949. Sie wurde auf Anordnung der amerikanischen Militärverwaltung eingestellt und auf O-Buslinien (1949 bis 1961) und Buslinien umgestellt.
Im Nahverkehr in Bremen durchfahren die Buslinien 80 und 81 (Gröpelingen ↔ Industriehäfen), 90 (Gröpelingen ↔ Neuenkirchen), 93 (Gröpelingen ↔ Marßel), 95 (Gröpelingen ↔ Bockhorn) sowie 660 (Bremen Hbf – Hagen) und 680 (Gröpelingen – Wallhöfen) die Straße.
.

## Gebäude und Anlagen
An der Straße stehen überwiegend zweigeschossige Wohnhäuser.
Bremer Baudenkmale
- Nr.  115: 3-gesch. Schule an der Oslebshauser Heerstraße von 1907 nach Plänen von Baumeister Ludwig Beermann.[3]
- Sonnemannstraße 1–7: Justizvollzugsanstalt Oslebshausen (JVA) von 1871 bis 1874 nach Plänen des Architekten und Baudirektors Alexander Schröder[4]
- Ritterhuder Heerstraße 1 Ecke Oslebshauser Heerstraße: Backsteinsichtige Nikolaikirche Oslebshausen von 1929/30 nach Plänen von Walter Görig mit Elementen der Neugotik, des Klassizismus und des Jugendstils.[5]

Erwähnenswerte Gebäude und Anlagen
- Nr. 10 bis 14: 1- und 2-gesch. Wohnhäuser als Bremer Haus von um 1900
- Nr. 13: 1-gesch. Wohnhaus von um 1900 mit 2-gesch. Giegel mit Mansarddach und Erker
- Nr. 18, 24, 26, 34: 1- und 2-gesch. Wohnhäuser von um 1910
- Nr. 44 bis 94: 2-gesch. Wohnhäuser
  - Nr. 94: Linden-Apotheke
- Am Nonnenberg Nr. 40: Bürgerhaus Oslebshausen von 1977
- Zwischen Am Nonnenberg und Am Oslebshauser Park: Der 10 Hektar große Oslebshauser Park von 1931/32 nach Plänen von Gartenbaudirektor Paul Freye; im Park steht die ehem. Villa Korff von 1891 für den Petroleumkaufmann Wilhelm August Korff (1845–1914).
- Nr. 104, Ecke Am Oslebshauser Park: Hochbunker Oslebshauser Heerstraße mit Wandbild
- Nr. 115: 1- und 2-gesch. der Grundschule Oslebshauser Heerstraße vom 1906 als dreizügige Schule mit um 260 Schüler (2018), Neu- (2005) und Altbauten (1907)
- Nr. 125: Hier war von 1937 bis um 1971 das Bremer Kinos Central in Oslebshausen mit 285 Plätzen
- Ritterhuder Heerstraße 1 Ecke Oslebshauser Heerstraße: Kirche (s. oben) der Ev. Gemeinde Gröpelingen und Oslebshausen (früher Kirchspiel Oslebshausen) mit 2-gesch. Gemeindedehaus von um 1970 und Friedhof mit  Grabmälern von 1890 bis 1905
- Nr. 141: 2-gesch. Wohn- und Geschäftshaus mit Volksbank Bremen-Nord
- Nr. 118b: 2-gesch. Geschäftshaus mit Apotheke
- Um Nr. 217/225, Auf den Hunnen 32: 1-gesch. Kindertagesheim, Kindergarten und neues Jugendfreizeitheim Oslebshausen der Jungen Stadt gGmbH
- Nr. 236/238: Gewerbegebiet der Haustechnik-Firma Cordes & Graefe
- Nr. 240 bis 244: 1- und 2-gesch. Wohnhäuser
- Nach Nr. 244: Gewerbeflächen mit Hallen
- Brücke unter der Autobahn 281, die zur Bundesautobahn 27 führt
- Brücke unter der Eisenbahnstrecke zum Hafen

Kunstobjekte, Gedenktafeln
- Nr. 104: Wandbild am Hochbunker, Die alte Straßenbahnlinie 8 von 1982 von Uwe Oswald[6]
- Gedenkstein zur Erinnerung an die 162 Bremer Juden, die beim Novemberpogrom 1938 vom Alten Gymnasium zum Zuchthaus Oslebshausen marschieren mussten; 1988 am Eingang der JVA.
- Stolpersteine für die Opfer des Nationalsozialismus gemäß der Liste der Stolpersteine in Bremen:
  - Nr. 1 für Margarethe Müller (1884–1943), ermordet in Meseritz-Obrawalde
  - Nr. 71a für Georg Karl Wilhelm Steeneck (1899–1943), ermordet im Konzentrationslager Neuengamme